# Luis de Torres
Luís de Torres, forse nato col nome di יוסף בן הלוי העברי, Yosef ben HaLevi HaIvri, ovvero "Giuseppe, figlio di Levi, l'ebreo" (... – La Navidad, 1493), è stato l'interprete di Cristoforo Colombo durante il suo primo viaggio e il primo ebreo a trasferirsi in America.

## Biografia
Inizialmente de Torres prestò servizio come interprete del governatore della Murcia a causa della sua conoscenza di ebraico, aramaico, arabo e portoghese. Per poter evitare l'editto di espulsione contro gli ebrei, de Torres si convertì al cattolicesimo poco prima della partenza della spedizione di Colombo. Colombo sperava che le sue capacità da interprete sarebbero state utili in Asia, permettendogli di comunicare con i mercanti ebrei, probabilmente anche pensando di trovare i discendenti delle dieci tribù perdute d'Israele.
Dopo l'arrivo a Cuba, che Colombo credeva parte della costa asiatica, questi mandò il 2 novembre 1492 de Torres ed il marinaio Rodrigo de Jerez a compiere una spedizione nell'entroterra. Il loro obiettivo era quello di esplorare il territorio, contattare il capo locale ed ottenere informazioni circa l'imperatore asiatico descritto da Marco Polo come "Khaghan". I due furono ricevuti con grandi onori in un villaggio indiano, da dove tornarono quattro giorni dopo. Parlarono dell'usanza locale di essiccare foglie, inserirle in tubi di canna, bruciarle ed inalarne il fumo: furono i primi europei a conoscere il tabacco.
Quando Colombo ripartì diretto in Spagna il 4 gennaio 1493, Luis de Torres fu tra i 39 uomini che rimasero nell'insediamento di La Navidad, fondato sull'isola di Hispaniola. Tornato alla fine dell'anno, Colombo scoprì che l'intera guarnigione era stata spazzata via da lotte intestine e da un attacco indiano come rappresaglia per il tentativo spagnolo di rapire le donne locali. Gli indiani ricordarono che uno dei coloni aveva parlato "in modo offensivo e dispregiativo" della fede cattolica, cercando di dissuadere chiunque a convertirsi. Secondo Gould questo uomo potrebbe essere stato de Torres, probabilmente convertitosi in modo non volontario.

## Leggende
La sinagoga Luis de Torres di Freeport (Bahamas) prende il nome da Luis de Torres, e vi sono molte leggende sulla sua vita. La più conosciuta, presenta anche nella Encyclopaedia Judaica ed in altri libri simili, afferma che nei suoi ultimi giorni divenne un ricco latifondista nella Indie Occidentali. Questa versione risale al libro di Meyer Kayserling intitolato Christopher Columbus and the participation of the Jews in the Spanish and Portuguese discoveries (1894). In effetti Kayserling confuse de Torres con un altro esploratore spagnolo che nel 1514 ottenne una proprietà e schiavi indiani a Cuba.
La storia ebraica secondo la quale de Torres avrebbe affrontato una folla di indiani, che a volte fumavano tabacco dal naso, dopo il primo sbarco di Colombo a San Salvador è un prodotto dell'immaginario romanzesco. Si crede anche che De Torres abbia scoperto il tacchino e gli abbia dato il nome ebraico tukki (pappagallo) proveniente dalla Bibbia. Secondo un'altra leggenda sarebbe tornato in Spagna fumandovi del tabacco, il che avrebbe portato ad un'accusa per stregoneria da parte dell'inquisizione spagnola.
Senza citare le origini ebraiche di de Torres, alcuni siti islamici sostengono la partecipazione all'attraversamento di Colombo di "uno spagnolo che parlava arabo" come prova dell'antichità della storia degli arabi americani. Secondo una leggenda il leggendario discorso di San Salvador fu tenuto in arabo. Queste ipotesi sono state sostenute in un articolo di Phyllis McIntosh nella pubblicazione del Dipartimento di Stato degli Stati Uniti d'America intitolata Washington File (23 agosto 2004)